# تام فورسایت
تام فورسایت (انگلیسی: Tom Forsyth; ۲۳ ژانویهٔ ۱۹۴۹ – ۱۴ اوت ۲۰۲۰) بازیکن فوتبال اهل اسکاتلند بود.
از باشگاه‌هایی که در آن بازی کرده‌است می‌توان به باشگاه فوتبال مادرول و باشگاه فوتبال رنجرز اشاره کرد.
وی همچنین در تیم‌های ملی فوتبال زیر ۲۳ سال اسکاتلند و اسکاتلند بازی کرده‌است.